# Bierne
Bierne (niederländisch Bieren) ist eine französische Gemeinde mit 1.744 Einwohnern (Stand: 1. Januar 2022) im Département Nord in der Region Hauts-de-France. Sie gehört zum Arrondissement Dunkerque, zum Kanton Coudekerque-Branche und zum Gemeindeverband Les Hauts de Flandre. Die Einwohner werden Biernois genannt.

## Geografie
Bierne liegt etwa acht Kilometer südsüdwestlich von Dünkirchen in der Landschaft Pays Moulins de Flandre. Die Gemeinde wird vom Canal de la Haute Colme durchquert, am Ostrand führt der Canal de Bergues entlang. Umgeben wird Bierne von den Nachbargemeinden Téteghem-Coudekerque-Village im Norden und Nordosten, Bergues im Osten, Socx im Süden, Steene im Südwesten und Süden, Armbouts-Cappel im Westen und Nordwesten sowie Cappelle-la-Grande im Nordwesten.
Bierne hat einen Anschluss an die autobahnartig ausgebaute Route nationale 225.

## Bevölkerungsentwicklung
| Jahr                       | 1962 | 1968 | 1975 | 1982 | 1990 | 1999 | 2006 | 2012 | 2020 |
| Einwohner                  | 649  | 676  | 663  | 1041 | 1621 | 1732 | 1646 | 1703 | 1799 |
| Quellen: Cassini und INSEE |      |      |      |      |      |      |      |      |      |

## Sehenswürdigkeiten
- Kirche Saint-Géry, 1807 erbaut

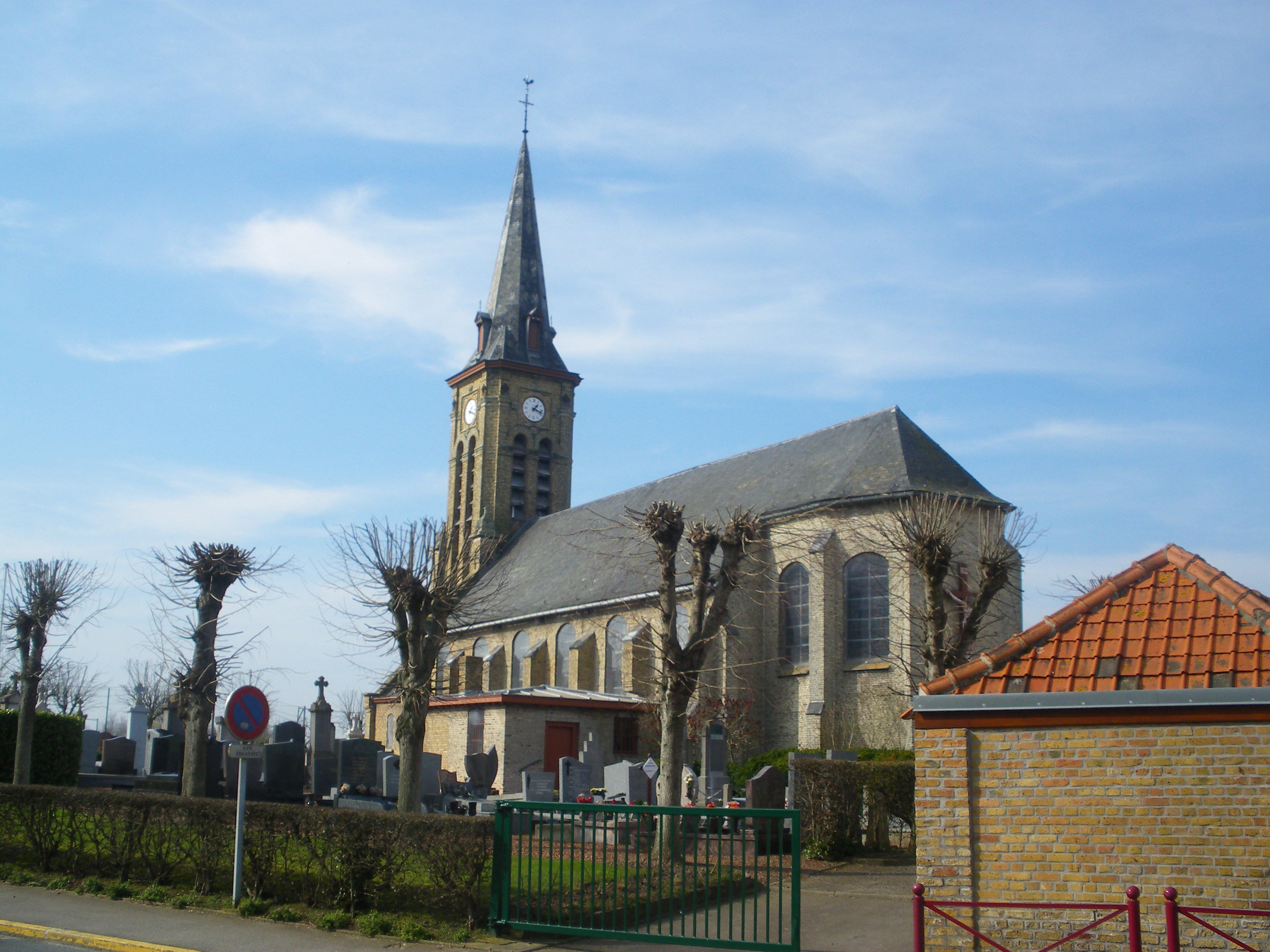
Kirche Saint-Géry
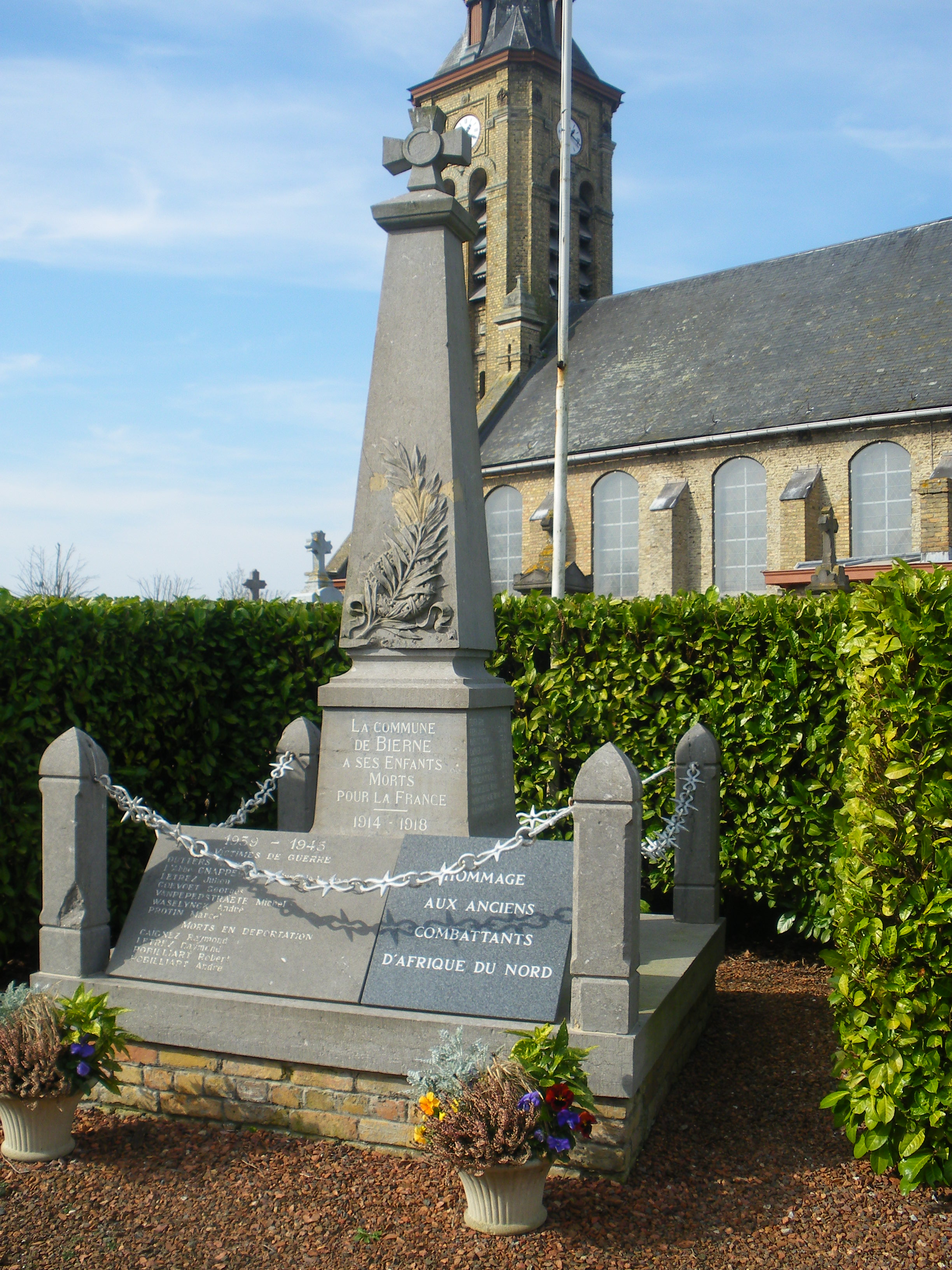
Gefallenendenkmal

## Wirtschaft
2015 eröffnete der Kubota-Konzern ein Montagewerk für Traktoren im Ort. Ball Packaging Europe betreibt im Ort eine Fabrik zur Produktion von Verpackungen für die Getränkeindustrie.